# Philips de Marlier

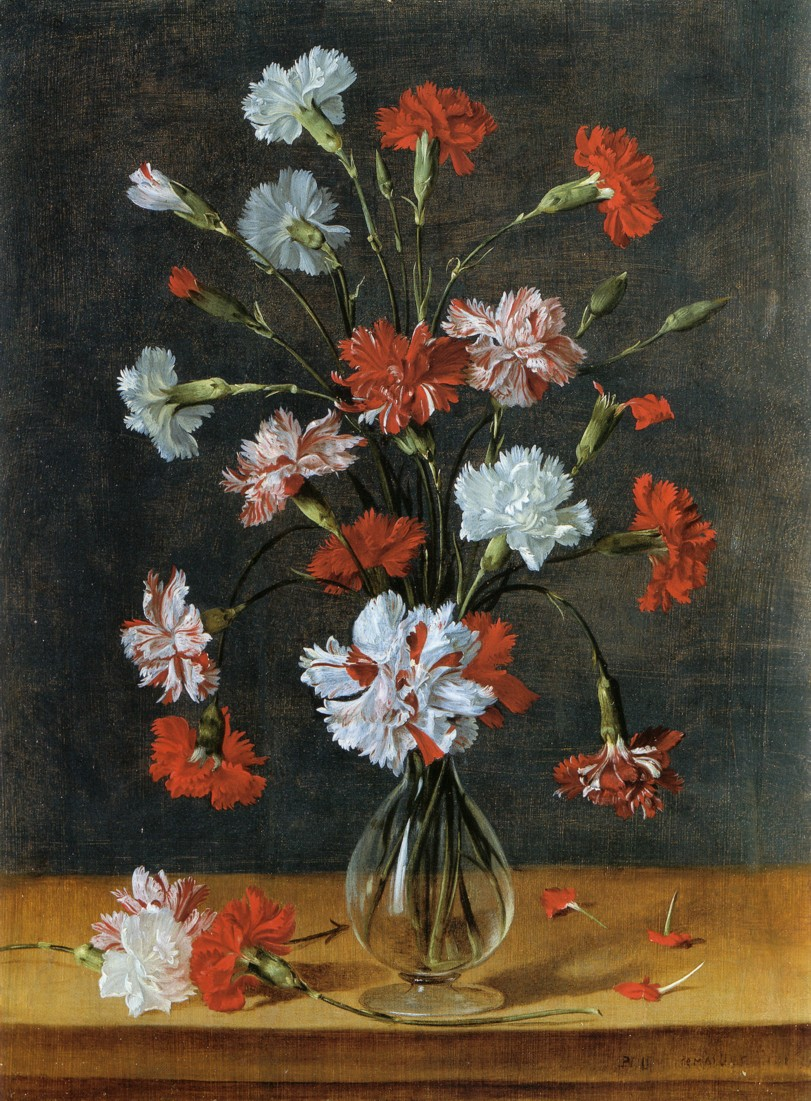
Anjers in een glazen vaas, ca. 1639

Philips de Marlier (Antwerpen, ca. 1600 - aldaar, ca. 1668) was een Zuid-Nederlands kunstschilder en kopiist. Hij vervaardigde voornamelijk (bloem)stillevens en met bloemenkransen omzoomde mythologische en Bijbelse figuren.
Rond 1617 ging hij in de leer bij de Antwerpse schilder Carel van Ferrara. In 1620 of 1621 werd hij lid van het plaatselijke Sint-Lucasgilde. Hij werkte enkele jaren in Portugal, maar nadat hij daar een dominicaner pater zou hebben doodgestoken, ontvluchtte hij het land en keerde uiteindelijk terug naar Antwerpen. Hij zette er een atelier op, waar hij diverse leerlingen opleidde, onder wie Carstian Luyckx. Hij was een gerespecteerd kunstenaar, maar kennelijk niet iemand met een brandschone reputatie.
Hij hield zich kennelijk ook op met de kunsthandel, aangezien hij diverse kopieën maakte van werk van onder anderen Frans Francken (II). Zijn werk bleef onder de Vlaamse handelaars en verzamelaars in Portugal zeer in trek, zowel zijn eigen werk als de in zijn atelier vervaardigde kopieën.
De Marlier bleef actief in Antwerpen tot zijn dood in 1667 of 1668.